# Националсоциалистическа асоциация на юристите
Националсоциалистическата асоциация на юристите (на немски: Nationalsozialistische Rechtswahrerbund – NSRB) е професионалната организация на юристите по времето на Третия Райх (1936-1945).
По правоприемство наследява организацията на Германските националсоциалисти-юристи (BNSDJ), която съществува през 1928-1936 г. Предходната Лига на Германските националсоциалисти-юристи е учредена през 1928 г. в рамките на НСДАП от Ханс Франк, който е назначен от президента на Германия Паул фон Хинденбург на 25 април 1933 г. за „имперски комисар по правосъдието“ или Райх-комисар с ресор съдебна власт и законодателна дейност и с ранг на министър (все още съществува длъжността министър на правосъдието). Ханс Франк се обявява за премахване независимостта на съдебната система и за институционална забрана на съществуващите професионални асоциации на германските съдии и републиканските федерални съдии. На 25 май 1933 г. с прогласяването на Трети Райх, първата от тези съдийски асоциации се присъединява към оглавяваната от Ханс Франк асоциация, а втората е малко по-рано забранена и се саморазпуска. На практика Националсоциалистическата асоциация на юристите обединява в една корпоративна структура всички професионални организации на немските юристи в периода 1936-1945 г.
През октомври 1933 г. асоциацията провежда своя четвърти общ форум в историята си на който Ханс Франк обявява създаването на Академията за германско право  в съответствие с 19-а точка от 25-те точки от програмата за управление на НСДАП. Както е и заложено в партийната програма, материалистичното Римско право в Третия Райх трябва да се замени с идеалистично Германско право. Това е една стара идея, която съществува в Прусия още от началото на 19 век във връзка с теоретичните разработки на един от основателите на историческата школа в правото и ректор на Берлинския университет - Фридрих Карл фон Савини, според който истинското право е народното право, т.е. обичайното право, а римското право е привнесено в германските земи.
През 1933 г. от 30 септември до 3 октомври в Лайпциг на първия форум след идването на власт на НСДАП, конгреса на германските националсоциалисти-юристи се провежда в най-големия хангар на Лайпцигския панаир под лозунга „Чрез националсоциализъм - германски народ, германско право“. Конгресът (първият след идването на власт на НСДАП) е открит от Ханс Франк с реч започваща от "сътворението на света", преминаваща през борбата на националсоциализма, жертвите и победата. Речта на Франк завършва със ставане на крака за падналите в борбата за завземане на властта. В последвалото поздравление на гостите на този първи форум на новото германско право е поздравен и ректора на Софийския университет Любен Диков (впоследствие осъден от т.нар. Народен съд). На 30 септември вечерта в Лайпциг се провежда и факелно шествие на което Райх-комисарят по правосъдието заклева всички юристи участници във форума във вярност към фюрера. На втория ден от конгреса на германските националсоциалисти-юристи се провеждат събрания по колегии (съдии, адвокати, нотариуси, съдебни чиновници) със заклеване във вярност към фюрера, а на третия и четвърти ден от форума се изнасят реферати с тематика „Раса и право“, „Народ, държава и право“, „Правното положение в Австрия“ (засягащ потисническите мерки на режима Енгелберт Долфус).
През есента на 1934 г. (след убийството на диктатора Енгелберт Долфус) имперският комисар по правосъдието и председател на Академията за германско право е на посещение в София, където в аулата на Софийския университет изнася лекция за „Пресъздаването на правото в Германия“ и воден от ректора-юрист Любен Диков е приет от министри и цар Борис III. Посещението на Ханс Франк е в контекста на „обновената“ от деветнадесетомайския преврат България, а на него на 22 юни 1939 г. му е присъдена титлата доктор хонорис кауза на Софийския университет.
Лигата на Германските националсоциалисти-юристи (BNSDJ) през 1936 г. е преименувана на Националсоциалистическата асоциация на юристите (NSRB).
Националсоциалистическата асоциация на юристите като корпоративна професионална структура обединява в себе си представители на различните юридически професии като адвокати, съдии, прокурори, университетски преподаватели и т.н., а неин ръководител е председателя на Академията по германско право – Ханс Франк. От 1942 г. той е заменен в тази му функция от Ото Тирак.
На традционните годишни сборове на Националсоциалистическата асоциация на юристите (по подобие на традиционните годишни партийни сбирки на НСДАП в Нюрнберг, известни като Нюрнбергски конгреси) се събират около 100 000 членове. Тези традиционни годишни сборове на юристите-националсоциалисти се провеждат в Лайпциг в рамките на няколко дни около „деня на юриста“ и наподобяват организационно конгресите на партията.
Националсоциалистическата асоциация на юристите има свое издание „Германски закон“ (Deutsches Recht).